# Lundacera tchikapensis
Lundacera tchikapensis är en spindelart som beskrevs av Machado 1951. Lundacera tchikapensis ingår i släktet Lundacera och familjen Ochyroceratidae.
Artens utbredningsområde är Angola. Inga underarter finns listade i Catalogue of Life.